# Трансдермальна терапевтична система

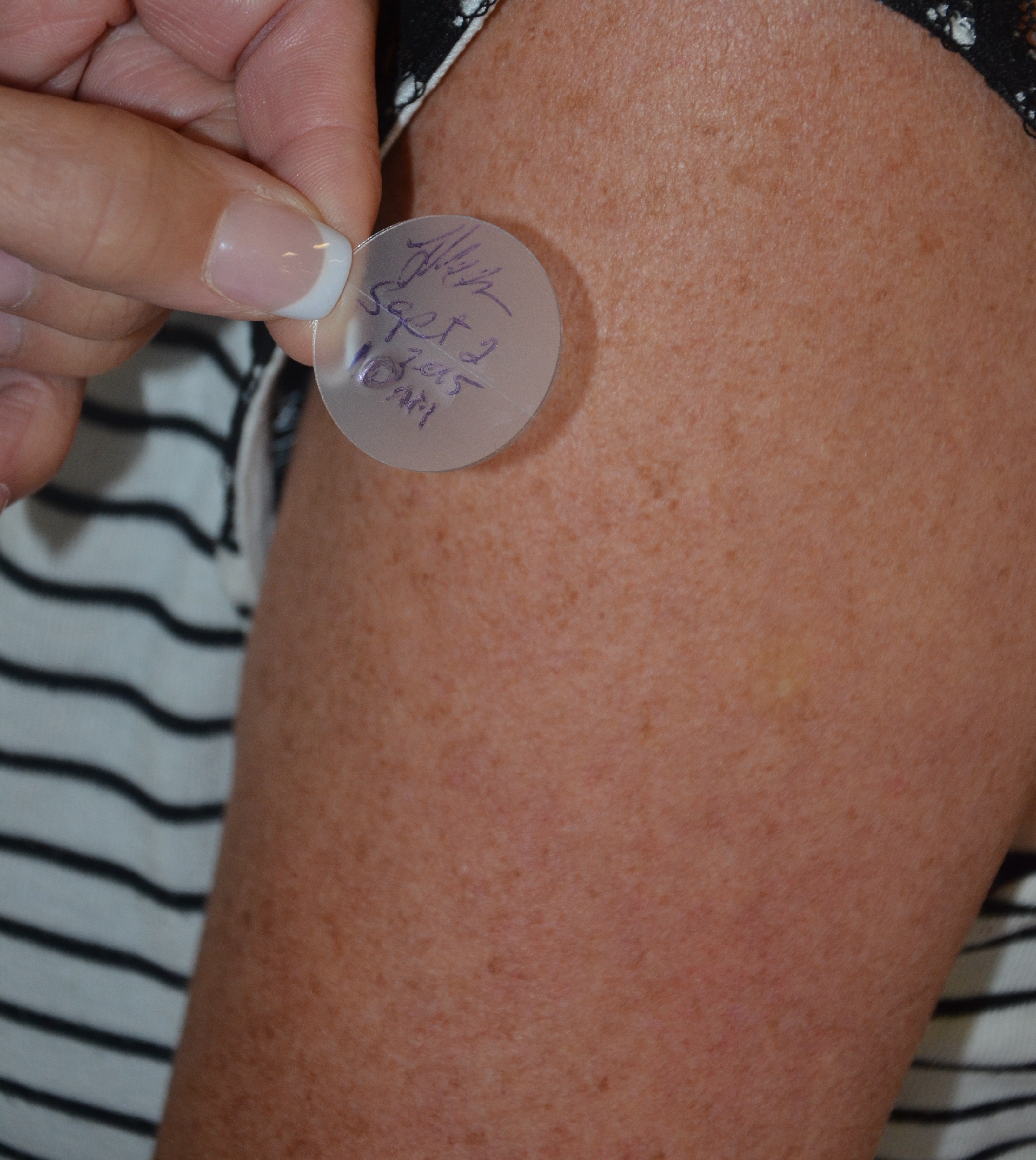
На фото: трансдермальний пластир наклеюють на шкіру в медичному закладі в Британській Колумбії (Канада). На наклейці фломастером вказується час і дата прийому, а також підпис терапевта

Трансдермальна терапевтична система, або  трансдермальний пластир, також пластир з активним інгредієнтом, або пластир-трансдермальна терапевтична система —  фармацевтична система і форма випуску ліків для системної фармакотерапії з застосуванням черезшкірного, переважно неінвазивного, способу доставки ліків.

## Опис
Це лікарська форма загальної дії для зовнішнього застосування у формі пластира, яка використовує здатність шкіри функціонувати як шлях доставки активних інгредієнтів у системний кровотік для системного терапевтичного ефекту. Вони наносяться на неушкоджену шкіру, і неінвазивно, з заданою швидкістю, переміщують через шкіру безперервні дози ліків протягом тривалого періоду часу, можуть доставляти біологічні препарати малоінвазивним способом, мають здатність обходити травну систему та здатність уникати метаболізму першого проходження в печінці, бувають різних розмірів і містять один або декілька активних інгредієнтів. Пластир-трансдермальні системи доставки є «комбінованими продуктами», оскільки вони є медичними пристроями, поєднаними з ліками чи біологічними продуктами. Термін «трансдермальна терапевтична система» є технічною назвою.

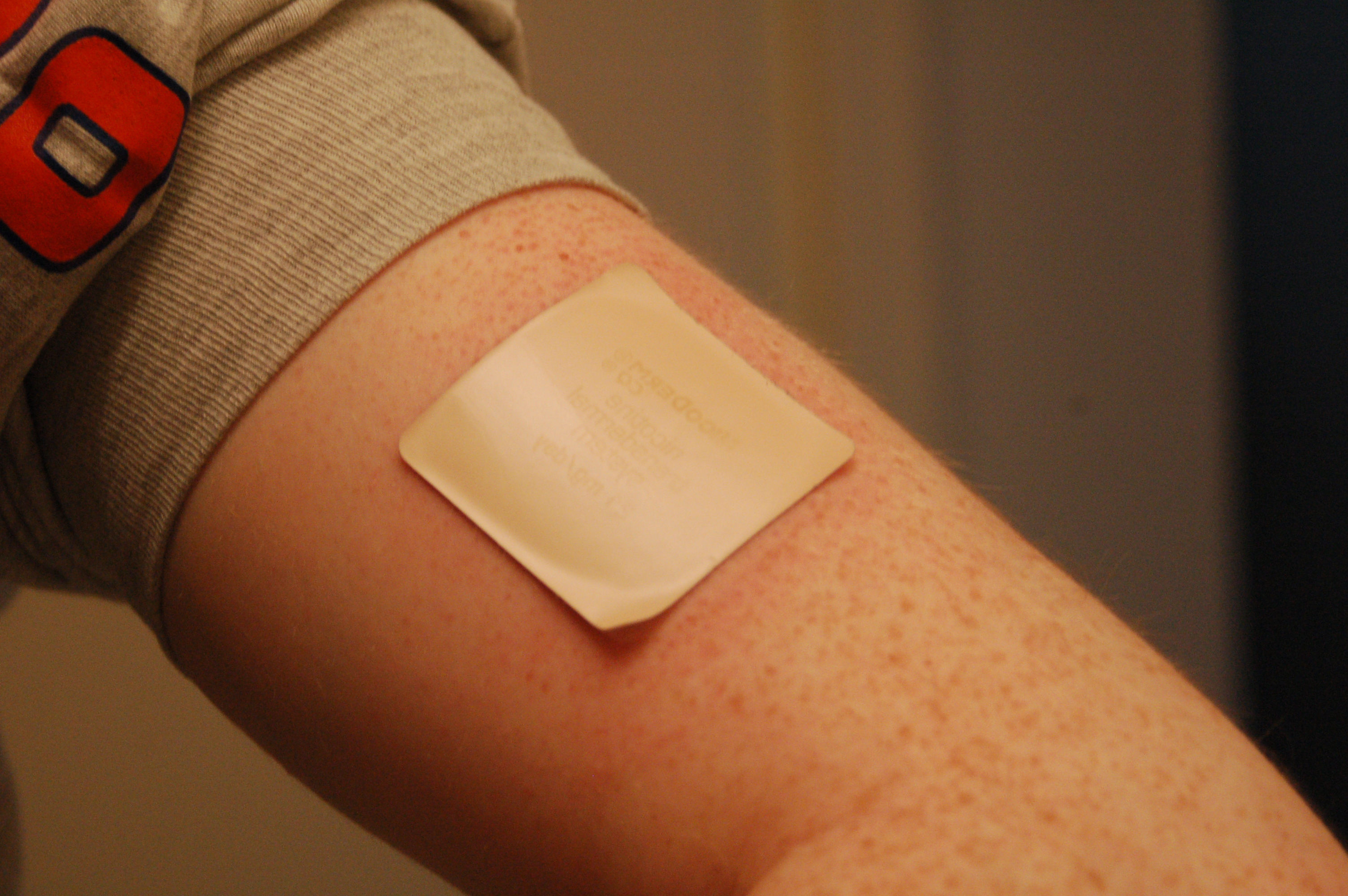
Трансдермальний пластир, що містить 21 мг нікотину, наклеєний на ліву руку, щоб допомогти курцю відмовитись від куріння тютюну

Згідно ДФУ трансдермальні пластирі — це еластичні лікарські засоби різного розміру, що містять один обо більше активних фармацевтичних інгредієнтів та призначені для їх перенесення через шкірний бар'єр у системний кровообіг при аплікації на непошкоджену шкіру. Трансдермальний пластир прикріплюється до шкіри за допомогою наклеювання, і активні інгредієнти вивільняються безпосередньо в системний кровообіг методом дифузії крізь шари шкіри. Для аплікації рекомендується вибирати місце з мінімальним волосяним покривом. Конкретне місце застосування пластиру залежить від виду медикаментозної терапії. 

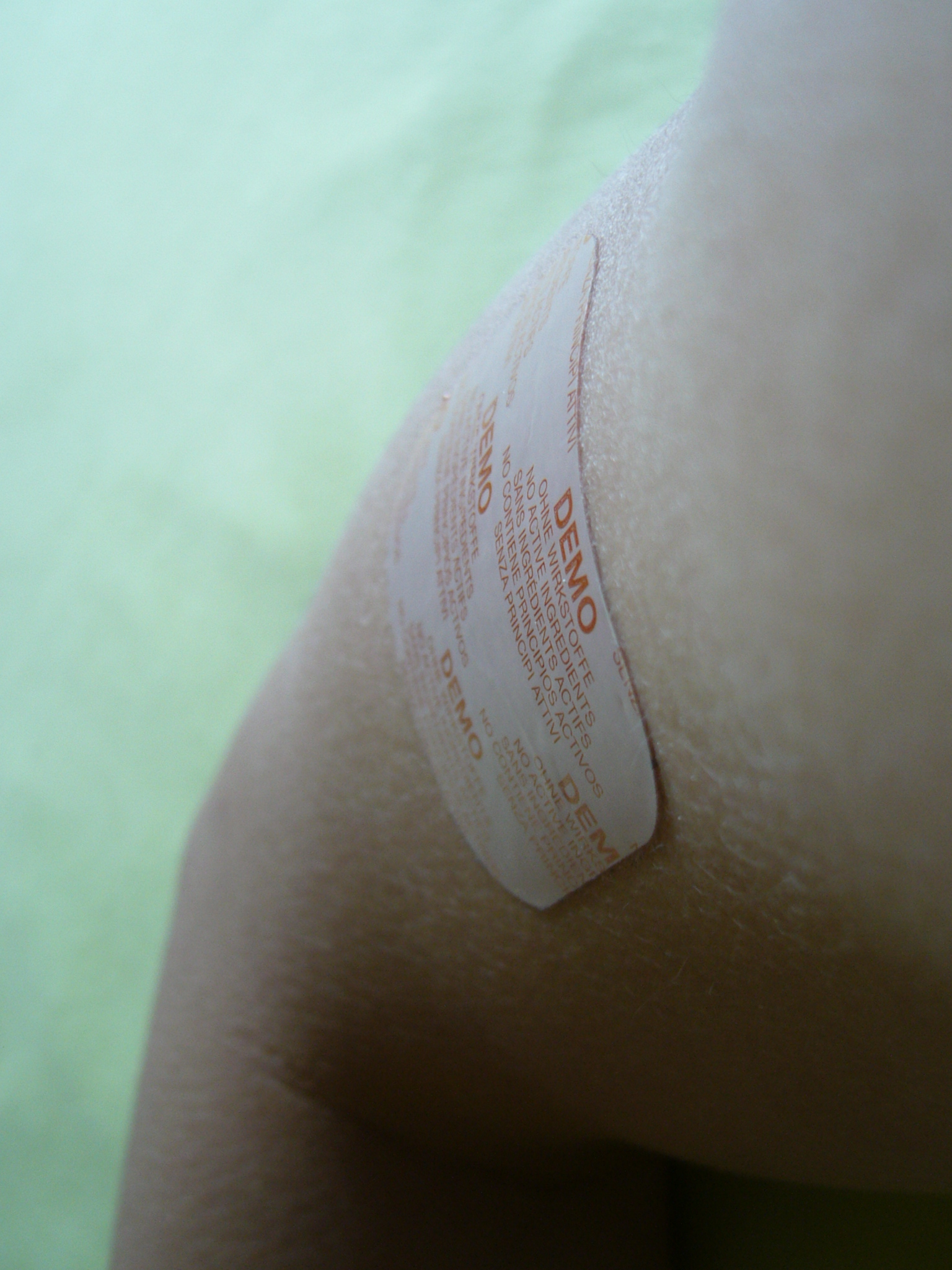
Контрацептивний пластир для демонстраційних цілей без активного інгредієнта

Трансдермальні пластирі бувають різних розмірів і форми — від кола діаметром 1,5 квадратних сантиметрів, розміщених під або за вухом, і майже до 100 квадратних сантиметрів пластирів з  лідокаїном для лікування болю в спині. Пластир-трансдермальні терапевтичні системи використовуються в таких терапевтичних сферах як знеболення, лікування серцевих захворювань, відмова від куріння, лікування заколисування та замісна гормональна терапія. Державний реєстр лікарських засобів України налічує більше 10 найменувань трансдермальних пластирів.

## Види
Трансдермальний пластир — це еластична лікарська форма для системного введення ліків. Деякі депонуючі пластирі для трансдермального введення активних інгредієнтів в організм при медичній практиці, поряд з деякими видами мазей резорбтивної дії, які є м'якою лікарською формою, у деяких випадках можуть утворювати ряд фармацевтичних формуляцій для трансдермального шляху введення, коли активна речовина абсорбується організмом через шкіру пацієнта для вивільнення ліків в кровотік для циркуляції по всьому організму. 
Мета трансдермального пластиру полягає в контрольованому вивільнені активного інгредієнту, який потім всмоктується через шкіру. Основним механізмом проникнення крізь роговий шар є проста молекулярна дифузія внутрішньоклітинним шляхом під впливом градієнта концентрації. Подальші розробки включають активні трансдермальні системи, що використовують іонофоретичні (вони застосовують слабке електричне поле для транспортування препарату через шкіру) або сонофоретичні методи (шляхом застосування ультразвуку), а також системи з мікроголками, наноліки (наноемульсії чи наночастинки). 

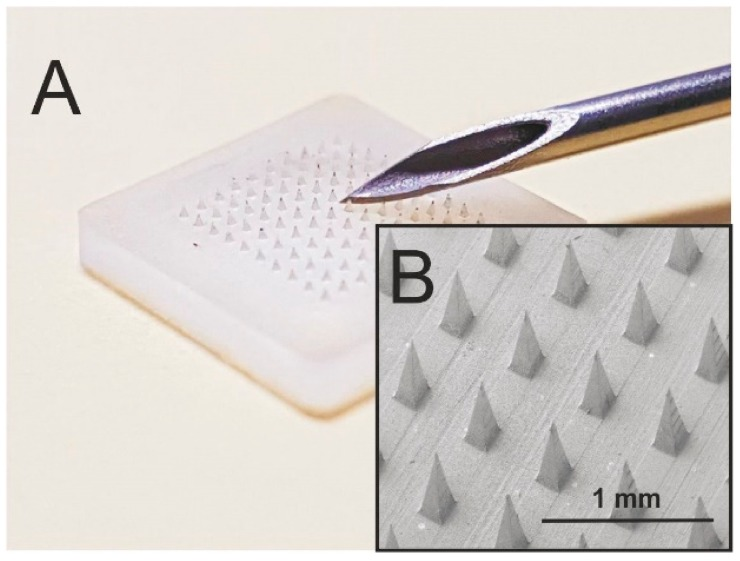
На зображенні: невеликий масив мікроголок порівнюється зі стандартною порожнистою голкою, щоб продемонструвати розміри.

Принципові різниці, що відрізняють одні трансдермальні пластирі від інших трансдермальних пластирів, полягають в характеристиках системи контролю вивільнення.
На підставі характеристик системи керування/контролю випуску, пластирі можна розділити на такі категорії:
- пластирі з матричними системами. (лікарський засіб знаходиться в нереакційноздатній полімерній матриці. Адгезивний шар у цьому пластирі оточує шар препарату, частково перекриваючи його.)
- пластирі з резервуарними системами (ліки дифундують через адгезійний шар, що контролює ліки, забезпечуючи транспортування з постійною швидкістю).

- пластирі з мікрорезервуарними системами

## Найпопулярніші способи використання

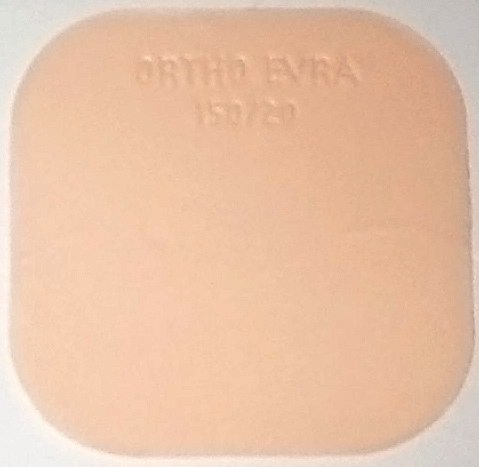
Трансдермальний пластир з контрацептивним ефектом

Одними із найвідоміших лікарських засобів такого типу є нікотинові пластирі, які вивільняють нікотин у контрольованих дозах, щоб допомогти у відмові від куріння. Перший комерційно доступний такий пластир для зменшення куріння був схвалений в Європі в 2007 році.
Перший комерційно доступний рецептурний пластир був схвалений Управлінням з контролю за продуктами і ліками США (FDA) у грудні 1979 року і містив для введення скополамін для лікування заколисування (кінетозу).

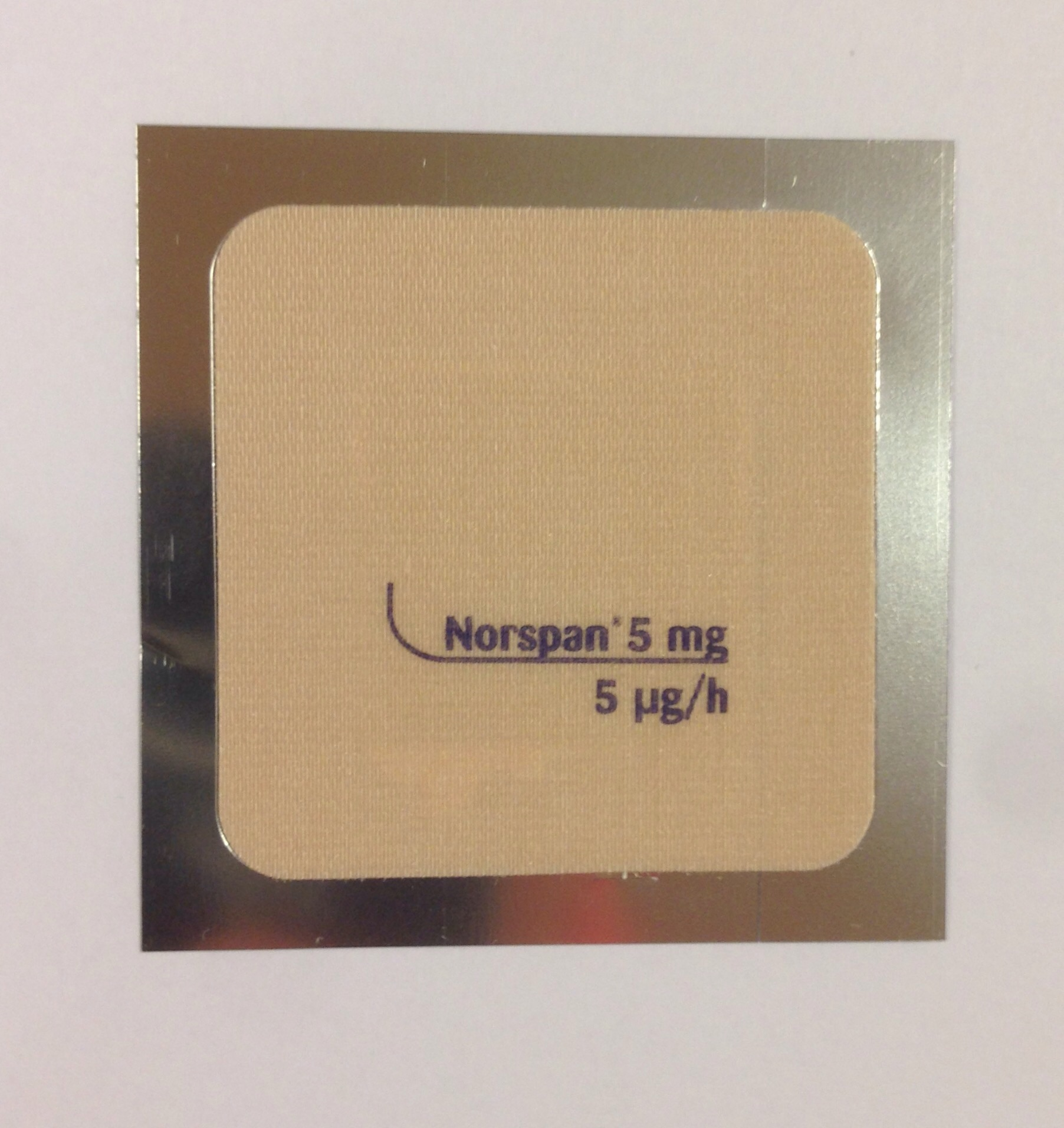
Знеболюючий трансдермальний пластир, що містить бупренорфін

• Два опіоїдні препарати, які використовуються для цілодобового полегшення сильного болю, часто призначаються у формі пластирів, фентаніл CII (продається як Duragesic) і бупренорфін CIII (продається як BuTrans). Бупренорфін використовується для лікування помірного та сильного хронічного болю.
• Лідокаїнові пластирі, що продаються під назвою Lidoderm, забезпечують деяке полегшення болю (але їх потрібно знімати через 12 годин після використання).
• Диклофенак еполамін (продається під назвою Flector) — це нестероїдний протизапальний препарат у формі трансдермального пластиру для місцевого лікування гострого болю (розтягнень, синців, фіброміалгії та артриту).
• Гормональні пластирі (при гормональній недостатності чи для контрацепції):
• Естрогенові пластирі іноді призначають для лікування симптомів менопаузи (а також постменопаузального остеопорозу) і трансгендерним жінкам як тип замісної гормональної терапії.
• Протизаплідні пластирі (продаються як Ortho Evra або Evra) і
• Пластирі тестостерону CIII як для чоловіків (Androderm), так і для жінок (Intrinsa).
• Нітрогліцеринові пластирі іноді призначають для лікування стенокардії замість сублінгвальних таблеток.
• Трансдермальний скополамін зазвичай використовується для лікування заколисування.
• Антигіпертензивний препарат клонідин доступний у формі трансдермального пластиру.
• Емсам, трансдермальна форма інгібітора МАО селегіліну, став першим трансдермальним агентом для доставки антидепресантів, схваленим для використання в США в березні 2006 року.
• Daytrana, перша трансдермальна система доставки метилфенідату для лікування синдрому дефіциту уваги і гіперактивності (СДУГ), була схвалена FDA у квітні 2006 року.
• Secuado, трансдермальна форма атипового антипсихотика азенапіну, була схвалена FDA у жовтні 2019 року.
• 5-гідрокситриптофан (5-HTP) також можна вводити через трансдермальний пластир, який був запущений у Великобританії на початку 2014 року.
• Ривастигмін, препарат для лікування хвороби Альцгеймера, був випущений у формі пластиру в 2007 році під торговою маркою Exelon.
Розроблено мікроголкові пластирі, які можна використовувати для доставки лікувальних, профілактичних, діагностичних засобів та/або барвників у шкіру. Мікроголки інкапсулюють один або декілька агентів, які потрібно доставити. Вони виготовлені з біорозкладного полімеру, який розчиняється при введенні в шкіру або тканину, так що мікроголки відриваються від субстрату, що формує пластир, і залишаються в шкірі/тканині в місці введення. Пластирі використовуються для створення татуювання або для доставки терапевтичного, профілактичного або діагностичного засобу в поєднанні з татуюванням. 
• У грудні 2019 року Роберт С. Лангер і його команда розробили та запатентували техніку, за допомогою якої трансдермальні пластирі можна використовувати для маркування людей невидимим чорнилом, щоб зберігати медичну інформацію підшкірно. Це було представлено як благо для «країн, що розвиваються», де відсутність інфраструктури означає відсутність медичної документації. Ця технологія використовує «барвник квантової точки, який доставляється разом із вакциною».
• Кофеїнові пластирі призначені для доставки кофеїну в організм через шкіру.

## Веб-спрямування
- (англ.) Настанови щодо стратегій безпечного застосування трансдермальних пластирів для зменшення ризику помилок при лікуванні в медичних закладах | Specialist Pharmacy Service
- Дія мелоксикаму при запаленнях, переваги застосування трансдермальних пластирів (див.розділ: Що таке трансдермальний пластир?) | 26.08.2024 | Житомирська фармацевтична фабрика Vishpha
- Трансдермальна терапевтична система // Фармацевтична Енциклопедія
- Черкас С.С. (2018) Трансдермальні терапевтичні системи на основі сучасних полімерних матеріалів